# Cyanolyca argentigula
Cyanolyca argentigula là một loài chim trong họ Corvidae.